# 孝公 (滕)
孝公（こうこう、生没年不詳）は、春秋時代の滕の君主。姓は姫、諱は鄭。

## 生涯
紀元前641年3月、滕の宣公が宋に捕らえられると、孝公が後を嗣いで滕公として即位した。紀元前638年夏、滕は宋・衛・許とともに鄭を攻撃した。